# Sakina Akhundzadeh
Sakina Mirza Heybat qizi Akhundzadeh (en azerí: Səkinə Axundzadə, 1865 en Quba – 1927 en Quba) fue una escritora y dramaturga azerbaiyana. Fue la primera dramaturga conocida en la literatura azerí. 

## Biografía
Akhundzadeh fue educada en casa por su padre, un poeta que escribía bajo el seudónimo de Fada. Sus intentos posteriores de establecer una educación secular en Quba terminaron de manera trágica: fanáticos religiosos tomaron represalias asesinando a su esposo. Ella misma huyó a Bakú (actual capital de Azerbaiyán), donde se convirtió en una de las primeras maestras en el internado musulmán ruso emperatriz Alexandra para niñas, establecido en 1901, donde enseñó azerí, literatura y estudios religiosos. Esta fue la primera escuela secular para niñas musulmanas en todo el Imperio Ruso. Se había abierto solo porque el magnate petrolero azerí Zeynalabdin Taghiyev la había financiado, y se dice que la escuela fue nombrada tras haberle escrito una carta a la Zarina Alexandra. El teatro local también fue financiado por Taghiyev. 

## Carrera
Comenzó su carrera como dramaturga fundando el club de teatro escolar y adaptando sus obras a las representaciones teatrales de los estudiantes. Su primera obra titulada Elmin manfaati ("El beneficio de la ciencia") se representó por primera vez en 1904. Animada por la exitosa actuación, empezó a escribir más obras; entre ellas, Hagg soz aji olar ("La verdad duele") y Galin va gayinana ("Nuera y suegra"). En 1901, Bakú había visto a las primeras actrices aparecer sin velo. Siguiendo un enfoque más liberal del gobierno zarista, libertades como la primera revista escrita por y para mujeres se publicó en 1911. Sakina sería reconocida como la primera dramaturga feminista, y muchas de sus obras trataban sobre la difícil situación de las mujeres azeríes. 
En 1911, Huseyn Arablinski puso en escena la nueva versión de Akhundzadeh de la obra de Namık Kemal Zavallı çocuk ( Bakhtsiz ushag en azerí, "The Unfortunate Kid"), que pronto comenzó a representarse en teatros de aficionados fuera del Cáucaso. Continuó trabajando con Arablinski hasta su muerte en 1919, así como con Abbas Mirza Sharifzadeh en 1917-1922. Finalmente, en 1917, su obra Zulmun natijasi ("La consecuencia del mal"; basada en la ópera Lakmé de Léo Delibes) se representó en el Teatro Taghiyev de Bakú (hoy Teatro Estatal de Comedia Musical de Azerbaiyán). La actuación fue un gran éxito y le dio fama a Akhundzadeh, lo que la llevó a ser reconocida como la primera dramaturga azerí de la historia.